# Orde Reial Güelf
L'Orde Reial Güelf (en alemany: Guelphen-Orden), de vegades referit com a Orde Güelf Hannoverià, és un orde de cavalleria hannoverià instituït el 28 d'abril de 1815 pel príncep regent i després rei Jordi IV. Pren el seu nom de la casa de Güelf, de la qual els hannoverians eren una branca. Atès que Hannover i el Regne Unit van compartir un monarca fins al 1837, l'orde es donava sovint als súbdits britànics.

## Història
Fins al 1837 l'orde s'atorgava freqüentment a oficials de la Marina i de l'Exèrcit britànics, tot i que encara es classificava com a orde estranger, amb membres britànics de l'orde que no tenien dret a dir-se Sir tret que també fossin Knight Bachelor, com molts ho eren.
El vincle britànic va acabar el 1837 quan va acabar la unió reial de Hannover amb Gran Bretanya, quan Ernest August va esdevenir rei de Hannover i la reina Victòria va pujar al tron britànic. Quan Hannover va ser annexionada pel Regne de Prússia el 1866, l'orde va continuar com un orde dinàstic que va ser atorgat per la Casa de Hannover. Avui, el seu actual sobirà és el cap de casa hannoverià, Ernst August, príncep de Hannover.

## Classes
La insígnia es basava en el cavall blanc de l'escut d'armes de Hannover. L'Orde inclou dues divisions, la civil i la militar, aquesta última indicada per espases creuades tant a la insígnia com a l'estrella. Originalment tenia tres classes, però actualment hi ha quatre classes i una Creu al Mèrit addicional. Per ordre descendent d'antiguitat, les classes són:

### 1815-1841
- Cavaller Gran Creu (GCH). Rebia una cadena de coll i una insígnia, una estrella que es portava al pit esquerre i una insígnia que es portava de la faixa a l'espatlla dreta.[2]
- Cavaller Comanador (KCH). Una insígnia de coll penjada d’una cinta, amb una estrella al pit, més petita que la del GCH. [2]
- Cavaller (KH). Portava la insígnia al pit esquerre. Es van premiar versions tant en or com en plata. [2]

Els titulars dels respectius graus de l'orde a Gran Bretanya tenien dret a ser intitulats amb les inicials després del nom, que signifiquen Cavaller Gran Creu de Hannover, Cavaller Comandant de Hannover i Cavaller de Hannover. Les inicials GCG també es van usar i van ser citades als estatuts originals de l'orde.
Es van adjuntar medalles d'or i plata a l'orde, per atorgar-les a aquells que no eren elegibles per a l'orde, inclosos els suboficials i els servidors reials. 

### A partir de 1841
- Gran Creu
- Comanador de 1a classe
- Comanador de 2a classe
- Cavaller
- Creu del Mèrit

## L'orde

### Oficials
L'Ordre té sis oficials: el canceller, el vicecanceller, el secretari, el rei d'armes, el genealogista i el secretari.

#### Oficials fins al 1837
Els primers sis oficials van ser:
- Canceller: Comte Ernst Friedrich Herbert von Münster
- Vicecanceller: Georg Nieper
- Secretari: Ludwig Moeller
- Rei d'armes: Sir George Nayler
- Genealogista: August Neubourg
- Secretari: Sir William Woods

#### Oficials des de 1987
- Canceller: Ernst August, príncep de Hannover